# Юкатанска катерица
Юкатанската катерица (Sciurus yucatanensis) е вид бозайник от семейство Катерицови (Sciuridae).

## Разпространение
Видът е разпространен в Белиз, Гватемала и Мексико.